# Садиба Івана Панова
Іван Федорович Панов — відомий в Саках на початку XX століття управляючий соляною промисловістю та Почесний громадянин міста. Саме тут, 1912 року збудований його маєток в стилі модерн, що нині розташований за адресою: вулиця Курортна, 29.

## Історія створення музею
На жаль про період проживання власника в цьому будинку відомо мало. На початку 1980-х років, а саме 1983 року спочатку розміщують Сакський історико-краєзнавчий музей, створений керівником гідрологічної станції на Сакському озері А. Ф. Косовською. Під керівництвом наукового працівника Кримського краєзнавчого музею Ю. С. Вайценгольц оздобленням музею проводили провідні кримські митці художньої справи.

## Виставкові зали
1988 року відкрито експозицію музею з різними тематичними відділами. Перша зала знайомить з античним періодом на півострові та в місті Саках за часів компактного проживання греків. Як підтвердження для огляду представлені знайдені археологами амфори, посуд з глини, херсонеські монети. В наступній кімнаті представлена історія становлення санаторного грязелікування (на сьогодні Сакський музей єдиний в світі, що має таку експозицію) та висвітлено професійну діяльність Пирогова та лікаря з Євпаторії Н. Л. Оже (відтворено його робочий кабінет).
Є зала присвячена буремним подіям двох воєн: Кримської та Другої світової. Окрім воєнних часів в інші кімнаті можна ознайомитися з рослинним та тваринним світом півострову Крим та Чорного моря.
За часів Радянського Союзу відомі лікарі та вчені займалися вивчення лікувальних властивостей грязей, ропи та води Сакського озера та розвитком лікувального курорту.
2006 року відкрито етнографічну виставку присвячену культурі та побуту кримських татар.
З 2009 року заклад змінює назву  — віднині це Музей історії грязелікування міста Саки.